# Volga-Aviaexpress
Volga-Aviaexpress var et russisk flyselskab med base i Gumrak lufthavn, Volgograd, Rusland. Det flyver med afgange fra Volgograd til andre byer i Rusland og SNG. Volga-Aviaexpress er grundlagt ud fra det tidligere Aeroflot Volgograd division.

## Flåde
Volga-Aviaexpress’s flyflåde består af
- 4 Tupolev Tu-134A
- 2 Jakovlev Jak-40
- 4 Jakovlev Jak-42